# ملانطيون فيرجيني
ملانطيون فيرجيني (الاسم العلمي:Melanthium virginicum) هو نوع من النباتات يتبع جنس الملانطيون من الفصيلة الملانطيونية.